# TopTenReviews
TopTenReviews és un lloc web que recull ressenyes d'àlbums de música, videojocs, pel·lícules, programari, maquinari, DVD i altres publicacions. Fundat el 2003 per Jerry Ropelato, TopTenReviews és un dels llocs més populars per la seva grandària i tràfic, i conté una de les bases de dades en línia de crítiques. A l'octubre de 2010 tenia de rànquing en l'índex Alexa de 1.105 als Estats Units i 1876 a nivell global. Entre els seus principals competidors destaquen llocs web com Rotten Tomatoes i Metacritic.
Com tots els agregadors, el lloc web ofereix un sistema de puntuació i aquest és molt variat, passant de qualificacions de 100 punts, 10 punts i graus de lletres. La mitjana la realitza amb un sistema de quatre estrelles amb quatre decimals (de 0,0000-4,0000) basant-se en les crítiques recopilades.